# 黑拉·罗特
黑拉·罗特（德語：Hella Roth，1963年9月21日—），德国前女子曲棍球运动员。她曾代表西德成年国家队参加1984年夏季奥林匹克运动会曲棍球比赛，获得一枚银牌。